# 南三陸ホテル観洋
南三陸ホテル観洋（みなみさんりくホテルかんよう）は、宮城県本吉郡南三陸町志津川にあるホテル。株式会社阿部長商店が運営する。

## 歴史
1972年（昭和47年）7月、朝日観光株式会社によって開業。1977年（昭和52年）3月、気仙沼市で鮮魚仲買・水産加工を営む阿部長商店に吸収合併された。合併後に宴会場や新館増築などを進めて収容人数を増強。その後の増改築により1997年（平成9年）には客室244室・収容人数1,300名となった。2004年（平成16年）には大浴場や露天風呂を備える南三陸温泉を開湯した。

### 東日本大震災の影響
東日本大震災では避難所の1つとなり、約600名の被災者を受け入れた。
2012年2月から、町内の被災地をバスで回り、当ホテル従業員や地元ボランティアが解説する「語り部バス」の運行を行っている。参加者は2022年1月時点で延べ42万人に上り、このバスの運行によりツーリズムEXPOジャパンの第3回ジャパン・ツーリズム・アワードの大賞を受賞した。またホテル自体も、震災の伝承の場となっている。

## 主な施設

### 南三陸温泉
- 泉質：ナトリウム・カルシウム-塩化物泉
- 無色透明

太平洋を望む露天風呂を持つ。

### レストラン
- シーサイド

## 主なアクティビティ

### 語り部バス
震災を風化させないことを目的に、当ホテルの従業員らが語り部となって南三陸町内の震災関連地をバスで案内するツアー。要予約であるが、ホテルの宿泊者でなくても参加可能。通常コース（約60分）のほか、当ホテルが管理する震災遺構の高野会館を見学する特別コース（約90分）もある。

### 津川湾観光船
志津川湾をクルージング。約55分。ウミネコやカモメと触れ合うこともできる。

### 屋上「汐風の空」スターパーティー（星空観察会）
2017年から月に一度、ホテル屋上「汐風の空」でスターパーティーを開催している。宿泊者でなくても参加可能。

## アクセス
- 仙台駅から無料送迎バスがある[6]。
- 三陸沿岸道路志津川ICから車で約10分
- JR気仙沼線BRT
  - 陸前戸倉駅から徒歩で約25分
  - 志津川駅から徒歩で約30分